# 杞平公
杞平公（前？年－前518年），姒姓，名鬱，是杞国的第13任君主，杞文公之弟，继承其爵位。在位18年，传于其子杞悼公。